# Campeonato Paraense de Futebol de 1980
O Campeonato Paraense de Futebol de 1980 foi a 68.ª edição da principal divisão do futebol do Pará. Organizada pela Federação Paraense de Futebol, a competição contou com a participação de sete clubes. O Paysandu sagrou-se campeão, conquistando seu 30º título estadual, enquanto o Remo ficou com o vice-campeonato. Nilson Diabo, da Tuna Luso, foi o maior goleador do certame, com 14 gols marcados.
Com a conquista do título paraense, o Paysandu também conseguiu o direito de participar da Taça de Ouro de 1981, nome oficial do Campeonato Brasileiro daquele ano. Já Remo e Tuna Luso (terceira colocada geral) qualificaram-se para a Taça de Prata, a segunda divisão nacional, e o Izabelense, para a Taça de Bronze de 1981.

## Participantes
| Equipe             | Cidade               | Títulos (mais recente) | Part. |
| ------------------ | -------------------- | ---------------------- | ----- |
| Izabelense         | Santa Izabel do Pará | 0 (não possui)         | 1ª    |
| Liberato de Castro | Belém                | 0 (não possui)         | 16    |
| Paysandu           | Belém                | 29 (1976)              | 64    |
| Remo               | Belém                | 28 (1979)              | 64    |
| Sport Belém        | Belém                | 0 (não possui)         | 13    |
| Tiradentes-PA      | Belém                | 0 (não possui)         | 7     |
| Tuna Luso          | Belém                | 8 (1970)               | 46    |

## Regulamento
- (O líder em cada fase leva um ponto extra como bonificação para a fase final)
- (Cada vitória contabiliza 2 pontos)
- (Em caso de empate no número de pontos entre os líderes, serão realizadas 2 partidas no formato ida e volta para definir o líder)

## Classificação

### 2ª fase
Rodada Desempate
| 28 de setembro | Tuna Luso | 1 – 0 | Remo |  |
|                |           |       |      |  |

| 1 de outubro | Remo | 2 – 2 | Tuna Luso |  |
|              |      |       |           |  |

## Premiação
| Campeonato Paraense de 1980   |
| Belém                         |
| ----------------------------- |
| Paysandu Campeão (30º título) |